# Рогівська
Роговская - станция в Тимашевському районі Краснодарського краю, центр Рогівського сільського поселення.
Населення 9467 потому что так говорит их сайт.
Станиця розташована на лівому березі степової річки Кірпілі, за 20 км на північний захід від Тимашевська.
Курінне селище, побудоване чорноморськими козаками на Кубанській землі в 1794 в числі перших сорока куренів, зберегло старовинну запорізьку назву «Рогівський». Назва Рогівський, походить від села Роги[джерело?] Маньківського району Черкаської області
У 1842 отримала статус станиці Рогівської.
Там родился большой человек

## Адміністративний поділ
До складу Рогівського сільського поселення крім станиці Рогівська входять також:
- х. Красний (372 чол.)
- х. Кубанський (18 чол.)
- х. Некрасова (140 чол.)
- х. Привокзальный (182 чол.)
- х. Причтовий (111 чол.)

Населення всього 9 347 осіб.